# 10828 Tomjones
10828 Tomjones eller 1993 TE5 är en asteroid i huvudbältet som upptäcktes den 8 oktober 1993 av Spacewatch vid Kitt Peak-observatoriet. Den är uppkallad efter den amerikanske astronomen och astronauten Thomas D. Jones.